# Flower Boy
Flower Boy (anche intitolato Scum Fuck Flower Boy) è il quinto album in studio del rapper statunitense Tyler, the Creator, pubblicato nel 2017.

## Tracce
1. Foreword (featuring Rex Orange County) – 3:14
2. Where This Flower Blooms (featuring Frank Ocean) – 3:14
3. Sometimes... – 0:36
4. See You Again (featuring Kali Uchis) – 3:00
5. Who Dat Boy (featuring ASAP Rocky) – 3:25
6. Pothole (featuring Jaden Smith) – 3:57
7. Garden Shed (featuring Estelle) – 3:43
8. Boredom (featuring Rex Orange County & Anna of the North) – 5:20
9. I Ain't Got Time! – 3:26
10. 911 / Mr. Lonely (featuring Frank Ocean & Steve Lacy) – 4:15
11. Droppin' Seeds (featuring Lil Wayne) – 0:59
12. November – 3:45
13. Glitter – 3:44
14. Enjoy Right Now, Today – 3:55

## Classifiche

### Classifiche settimanali
| Classifica (2017-2022) | Posizione massima |
| ---------------------- | ----------------- |
| Australia              | 7                 |
| Austria                | 57                |
| Belgio (Fiandre)       | 29                |
| Belgio (Vallonia)      | 60                |
| Canada                 | 2                 |
| Danimarca              | 11                |
| Finlandia              | 37                |
| Francia                | 65                |
| Germania               | 66                |
| Grecia                 | 6                 |
| Irlanda                | 7                 |
| Norvegia               | 12                |
| Nuova Zelanda          | 6                 |
| Paesi Bassi            | 14                |
| Regno Unito            | 9                 |
| Scozia                 | 26                |
| Stati Uniti            | 2                 |
| Svezia                 | 20                |
| Svizzera               | 40                |

### Classifiche di fine anno
| Classifica (2017) | Posizione |
| ----------------- | --------- |
| Stati Uniti       | 136       |
| Classifica (2018) | Posizione |
| Stati Uniti       | 155       |
| Classifica (2022) | Posizione |
| Stati Uniti       | 193       |
| Classifica (2023) | Posizione |
| Stati Uniti       | 105       |